# Rapimento di Jaycee Dugard
Il rapimento di Jaycee Lee Dugard avvenne il 10 giugno 1991 nel sobborgo di South Lake Tahoe in California quando Jaycee Dugard, una bambina di 11 anni, venne rapita mentre si stava recando da sola alla fermata dell'autobus. Venne ritrovata ancora viva solo il 26 agosto 2009, 18 anni più tardi. I sequestratori, Phillip Garrido (Pittsburg, 5 aprile 1951) e sua moglie Nancy (Seguin, 18 luglio 1955), la tennero prigioniera nel cortile di casa ad Antioch, in California, per tutto il periodo della scomparsa; la lunga segregazione fu segnata da continui abusi sessuali dai quali nacquero due figlie (11 e 15 anni al momento del ritrovamento).
Il rapimento ha avuto una vasta risonanza negli Stati Uniti e nel mondo ed è uno dei casi più recenti e famosi di sindrome di Stoccolma in quanto la vittima, nonostante avesse avuto occasioni per fuggire, non tentò mai di farlo e per 18 anni rimase nella casa dei suoi rapitori partecipandone alla vita sociale e finanche a cene a casa di amici. Tuttavia dopo il suo ritrovamento la stessa ha negato qualsiasi correlazione con la sindrome perché cosciente dello stato di abuso perpetrato nei suoi confronti, ammettendo più volte di aver avuto paura di poter essere rintracciata dai suoi rapitori nel corso di una possibile fuga.

## Storia

### Rapimento
La mattina del 10 giugno 1991 Jaycee si stava recando da sola alla fermata dell'autobus; il patrigno Carl rimase a casa, impegnato a lavorare nel garage. La bambina era solita utilizzare questo mezzo di trasporto per raggiungere la scuola. Jaycee sentì arrivare un'auto che iniziò a rallentare fino a fermarsi davanti a lei. Da quest'auto scese un uomo, Philip, che la stordì con un apparecchio elettrico: a causa di questo e della paura, la bambina non riuscì a reagire, trovandosi impotente davanti a un uomo che la caricò in auto e la coprì con una coperta. In auto Jaycee poté distinguere due voci, una del suo rapitore, e un'altra di una donna, che scoprirà essere la moglie del rapitore. Il matrimonio tra Carl e la moglie Terry, madre naturale della bambina, si concluse per divergenze nel corso dell'inchiesta.

### Ritrovamento

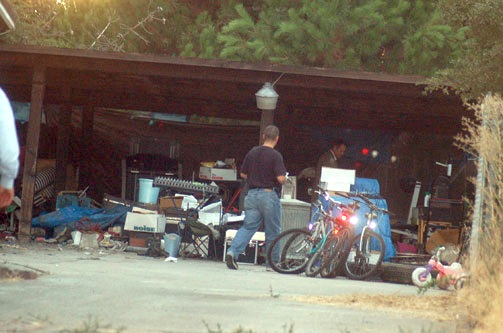
Investigatori analizzano l'abitazione dei Garrido

Le indagini andarono avanti per 18 anni, ma neppure l’interesse di popolari trasmissioni televisive, come America's Most Wanted, servì a qualcosa. La svolta decisiva si ebbe il 26 agosto 2009 quando Phillip Garrido, il rapitore, venne fermato dalla polizia mentre all'esterno dell'università di Berkeley distribuiva volantini religiosi insieme a due bambine e a una giovane donna, e chiedeva il permesso di tenere un comizio. Due agenti in servizio si insospettirono per la presenza delle due bambine e per il comportamento strano di Garrido, così gli chiesero i documenti.
Data l'iniziale reticenza dell'uomo, i poliziotti ritennero opportuno approfondire e telefonarono in commissariato per un rapido controllo dal quale scoprirono che l'uomo aveva precedenti penali per reati sessuali. Gli imposero così di andare nell'ufficio dello sceriffo insieme a tutta la famiglia. Qui si presentò anche Jaycee Lee Dugard, ormai ventinovenne, che dopo alcune domande degli agenti e a seguito della confessione del rapitore, trovò la forza di svelare la propria identità. I vicini di Garrido riferirono poi alla polizia che l'uomo non aveva mai dato loro confidenza, e che era un fanatico religioso. La notte spesso lo sentivano pregare o cantare a voce alta dentro alla baracca sostenendo di sentire "le voci degli angeli".
L'uomo si vantava ripetutamente di aver ricevuto dei poteri soprannaturali da Dio che gli permettevano di controllare i suoni con la mente. Garrido gestiva anche un blog dal titolo "Voci rivelate", nel quale si descriveva come un uomo in grado di parlare la lingua degli angeli, con la quale avrebbe un giorno compiuto una chiamata per "la salvezza del mondo intero". Gli agenti dell'FBI, allertati, perquisirono l'abitazione dell'uomo ad Antioch, nell'area di San Francisco. Nel retro della casa, secondo le deposizioni del vicesceriffo della contea di El Dorado, Fred Kollar, si trovava ancora l'auto utilizzata 18 anni prima per rapire la giovane.
Jaycee per tutto quel tempo era vissuta nel cortile della casa, in un nucleo nascosto composto da baracche e tende, una doccia rudimentale e un ambiente insonorizzato (nel quale probabilmente l'uomo infliggeva violenze sessuali alla ragazza). Attorno a questa si trovava una recinzione. La luce era garantita da un cavo collegato all'abitazione principale. Durante il periodo di prigionia Jaycee subì abusi e ripetuti stupri dai quali nacquero due figlie; durante il parto la ragazza fu assistita dalla moglie di Garrido, Nancy. Le due figlie vissero in prigionia insieme alla madre senza mai ricevere istruzione e cure mediche.
Jaycee era da tutti conosciuta come Alissa e venne fatta lavorare nella tipografia di Garrido (sempre all'interno del suo recinto): i clienti la ricordano come una donna educata, professionale e "sempre sorridente". Quando fu interrogata inizialmente disse di essere scappata dal marito che la picchiava e che i suoi rapitori l’avevano ospitata in casa perché non aveva un posto dove stare. Soltanto grazie alla pressione delle autorità la ragazza confessò la propria prigionia. Negli interrogatori immediatamente successivi alla sua liberazione, Jaycee Dugard continuò comunque a provare un sentimento ambivalente per i suoi rapitori, che durante gli anni di prigionia le fecero il lavaggio del cervello.

### Conseguenze
Il tribunale di Placerville ha condannato il 2 giugno del 2011 al carcere a vita per Phillip, il principale responsabile del rapimento, mentre per sua moglie Nancy è stata decisa una pena di 36 anni di carcere. Jaycee non si è presentata al loro processo. Nel 2011 Jaycee Dugard ha pubblicato il suo primo libro, A stolen life (Una vita rubata) nel quale racconta i suoi anni di prigionia ed edito da Simon & Schuster, pubblicato anche sotto forma di audiolibro letto dalla stessa Jaycee Dugard. Il suo secondo libro, Freedom: My Book of Firsts, è stato pubblicato nel 2016. In un'intervista rilasciata anni dopo la liberazione, Dugard ha affermato di star bene e di voler pensare soltanto a se stessa e alle sue figlie con le quali vive in una località non resa nota.

### Segnalazioni precedenti
Le segnalazioni alle autorità riguardo al rapimento furono molteplici, e numerose furono anche le occasioni mancate nelle quali la ragazza avrebbe potuto essere ritrovata. Sembra infatti che in passato un vicino avesse notato le minori e avesse avvertito le autorità. Durante la perquisizione non era stato trovato nulla di anormale, per la semplice ragione - ammise poi la polizia - che non era stato perquisito il recinto nel cortile. A seguito del ritrovamento della ragazza, la titolare di un negozio, Cheyvonne Molino, ricordò che l’uomo si era presentato in giugno insieme alle bambine nel suo locale; la titolare ricordò di aver notato l'atteggiamento remissivo delle due. Poiché la polizia ha avuto e mancato molte occasioni per il ritrovamento, Dugard ha ottenuto un risarcimento di 20 milioni di dollari dalle autorità della California.

### Precedenti di Garrido
Le autorità ritengono che Garrido, già schedato per molestie sessuali, sia interessato in almeno un altro caso di rapimento, e potrebbe essere l'autore di una serie di omicidi di prostitute avvenuti nell'area di Pittsburgh negli anni Novanta. Parecchi dei cadaveri sono stati ritrovati vicino a una fabbrica dove l'uomo ha lavorato negli anni degli omicidi. Tra le donne trovate strangolate, accoltellate e buttate in discariche nell'arco di due mesi tra il 1998 e il 1999 c'erano Valerie Schultz, 27 anni, Rachel Cruise, 32 anni, e Jessica Frederick, 24. Un mese prima dell'inizio degli omicidi, nel novembre 1998, era stata trovata uccisa nella stessa area una ragazzina di 15 anni, Lisa Norell, più giovane rispetto alle altre e non prostituta.